# Torneo Apertura 2019 (Panamá)
El Torneo Apertura 2019, oficialmente llamado por motivo de patrocinio Liga Cable Onda LPF Apertura 2019, fue la edición número 51 del torneo desde su creación y la versión número 21 de la era Liga Panameña de Fútbol (LPF). 
El Campeón del torneo fue el Tauro FC luego de vencer 2-0 al Costa del Este FC y con ello se clasificó automáticamente a la Liga Concacaf 2020.

## Sistema de competición
El torneo de la Liga Panameña de Fútbol está conformado en dos partes:
- Fase de clasificación o regular: Se integra por las 18 jornadas del torneo.
- Fase final: Se integra por los seis clubes mejor ubicados, se basa en un Play-Off, las semifinales y la Gran Final.

### Fase de clasificación o Fase regular
En la fase de clasificación se observará el sistema de puntos. La ubicación en la tabla general está sujeta a lo siguiente:
- Por juego ganado se obtendrán tres puntos.
- Por juego empatado se obtendrá un punto.
- Por juego perdido no se otorgan puntos.

En esta fase participan los 10 clubes de la Liga Cable Onda jugando en cada torneo todos contra todos durante las 18 jornadas respectivas, a visita recíproca.

### Fase final
Los seis clubes mejor ubicados en la tabla de posiciones clasifican a la fase eliminatoria. Los dos primeros tienen derecho a jugar semifinales directamente y a cerrar la serie como local, mientras que los otros cuatro jugarán a partido único un play-offs, en caso de un empate en los encuentros se disputaran tiempos extras, dos tiempos de 15 minutos cada uno, de persistir el resultado el partido se definirá desde la tanda de los penales. 
La primera etapa se desarrolla de la siguiente manera (Play-Offs):
La segunda etapa de la fase final, consiste en unas semifinales que se jugarán a ida y vuelta, en caso de que la igualdad persista, se procederá a jugar tiempos extras y finalmente penales. Las semifinales se desarrollará de la siguiente manera:
En la Final se reubicarán los clubes de acuerdo a su posición en la tabla, para determinar el conjunto local y visitante en el juego, respectivamente, para este torneo la final será a partido único y se jugará en el Estadio Nacional Rommel Fernández Gutiérrez, en caso de que la igualdad persista, se procederá a jugar tiempos extras y finalmente penales.
Las parejas establecidas por la Liga Panameña de Fútbol para la fecha de clásicos son los siguientes:
- CD Plaza Amador vs. Tauro FC (Clásico Nacional)
- CD Árabe Unido vs. San Francisco FC (Clásico de la Rivalidad)
- Alianza FC vs. CD Plaza Amador (Clásico Viejo)
- Atlético Independiente vs. San Francisco FC (Derbi Chorrerano)
- CD Plaza Amador vs. San Francisco FC (Clásico Roji-Azul)
- San Francisco FC vs. Tauro FC (Clásico Joven)
- CD Árabe Unido vs. Tauro FC (Clásico de los títulos)
- Costa del Este FC vs. Tauro FC (Derbi del Este)
- Atlético Chiriquí vs. CD Universitario (Nuevo Clásico Interiorano)
- CD Plaza Amador vs. CD Árabe Unido

## Información de los equipos

### Ascenso y descenso
| Pos | al Liga de Ascenso          |
| --- | --------------------------- |
| 10º | Santa Gema (Administrativo) |

| Pos | a la Liga Panameña de Fútbol                    |
| --- | ----------------------------------------------- |
| 1º  | Atlético Chiriqui (Campeón Super Final 2018-19) |

| Equipo            | Entrenador      | Ciudad         | Estadio                 | Capacidad | Fundación      | Patrocinadores Principal      | Uniforme     |
| ----------------- | --------------- | -------------- | ----------------------- | --------- | -------------- | ----------------------------- | ------------ |
| Alianza           | Cecilio Garcés  | Juan Díaz      | Rommel Fernández        | 32 000    | 1963 (62 años) | Cemento Interoceanico         | Keuka        |
| Árabe Unido       | Sergio Guzmán   | Colón          | Armando Dely Valdés     | 1 221     | 1994 (31 años) | SSE AguAseo                   | Kelme        |
| Atlético Chiriquí | Noel Gutiérrez  | Chiriqui       | San Cristóbal           | 2 890     | 2002 (23 años) | McDonald's Cerveza Panamá     | FB Sport     |
| Costa del Este    | Juan Vita       | Costa del Este | Maracaná                | 5 500     | 2008 (16 años) | All Bank                      | Puma         |
| Plaza Amador      | Mike Stump      | El Chorrillo   | Maracaná                | 5 500     | 1955 (70 años) | Cerveza Balboa                | Bandera de ? |
| Independiente     | Francisco Perlo | La Chorrera    | Agustín Muquita Sánchez | 3 040     | 1982 (42 años) | ECO MODA Burger King          | Everlast     |
| San Francisco     | Gonzalo Soto    | La Chorrera    | Agustín Muquita Sánchez | 3 040     | 1971 (53 años) | Kentucky Fried Chicken        | Puma         |
| Sporting SM       | Dorian López    | San Miguelito  | Javier Cruz García      | 700       | 1989 (36 años) | Andes Mall                    | FB Sport     |
| Tauro             | Saúl Maldonado  | Pedregal       | Rommel Fernández        | 32 000    | 1984 (40 años) | Caja de Ahorros Cemento Argos | Patrick      |
| Universitario     | Richard Parra   | Penonomé       | Virgilio Tejeira        | 900       | 1974 (51 años) | Universidad Latina            | Lotto        |

Datos actualizados al 18 de octubre de 2019.

### Cambios de entrenadores
| Equipo                 | Entrenador saliente | Fecha de salida          | Jornada dirigidas | Reemplazado por | Fecha de llegada         |
| ---------------------- | ------------------- | ------------------------ | ----------------- | --------------- | ------------------------ |
| Atlético Chiriquí      | Patricio Sampó      | 9 de septiembre de 2019  | (1 - 7)           | Noel Gutiérrez  | 11 de septiembre de 2019 |
| Sporting San Miguelito | Jair Palacios       | 22 de septiembre de 2019 | (1 - 9)           | Dorian López    | 22 de septiembre de 2019 |
| Árabe Unido            | Alejandro Arboleda  | 25 de septiembre de 2019 | (1 - 9)           | Sergio Guzmán   | 25 de septiembre de 2019 |
| Universitario          | Leonardo Pipino     | 18 de octubre de 2019    | (1 - 12)          | Richard Parra   | 18 de octubre de 2019    |

### Equipos por provincias
| Provincia    | N.º | Equipos                                                                      |
| ------------ | --- | ---------------------------------------------------------------------------- |
| Panamá       | 5   | Alianza FC Costa del Este FC CD Plaza Amador Sporting San Miguelito Tauro FC |
| Panamá Oeste | 2   | Atlético Independiente San Francisco FC                                      |
| Coclé        | 1   | CD Universitario                                                             |
| Colón        | 1   | CD Árabe Unido                                                               |
| Chiriquí     | 1   | CD Atlético Chiriquí                                                         |
| Total        | 10  |                                                                              |

## Fase de clasificación

### Tabla de posiciones
| Pos. | Equipos                |  | PJ | PG | PE | PP | GF | GC | D.G | Puntos | Notas                                 |
| ---- | ---------------------- |  | -- | -- | -- | -- | -- | -- | --- | ------ | ------------------------------------- |
| 1.   | Costa del Este F.C.    |  | 18 | 7  | 8  | 3  | 23 | 16 | 7   | 29     | Clasifican a las semifinales          |
| 2.   | C.A. Independiente     |  | 18 | 8  | 5  | 5  | 21 | 15 | 6   | 29     | Clasifican a las semifinales          |
| 3.   | San Francisco F.C.     |  | 18 | 8  | 7  | 3  | 26 | 16 | 10  | 28     | Sancionado con la resta de -3 puntos. |
| 4.   | Sporting San Miguelito |  | 18 | 6  | 7  | 5  | 18 | 16 | 2   | 25     | Clasifican a los Play-Offs            |
| 5.   | Tauro F.C.             |  | 18 | 6  | 6  | 6  | 18 | 19 | -1  | 24     | Clasifican a los Play-Offs            |
| 6.   | C.D. Plaza Amador      |  | 18 | 4  | 11 | 3  | 17 | 13 | 4   | 23     | Clasifican a los Play-Offs            |
| 7.   | Deportivo Árabe Unido  |  | 18 | 5  | 7  | 6  | 19 | 20 | -1  | 22     |                                       |
| 8.   | Alianza F.C.           |  | 18 | 4  | 7  | 7  | 18 | 25 | -7  | 19     |                                       |
| 9.   | C.D. Atlético Chiriquí |  | 18 | 5  | 4  | 9  | 17 | 29 | -12 | 19     |                                       |
| 10.  | C.D. Universitario     |  | 18 | 1  | 10 | 7  | 20 | 28 | -8  | 13     | Último lugar                          |

| Simbología |
| --- |
| Pos – Posición; PJ – Partidos Jugados; PG - Partidos Ganados; PE - Partidos Empatados; PP - Partidos Perdidos; GF – Goles a Favor; GC – Goles en Contra; DIF – Diferencia de Goles; PTS - Puntos. |

### Evolución de la clasificación
| Costa del Este                                | 1  | 1  | 5  | 5  | 6  | 4  | 5  | 5  | 4  | 4  | 4  | 4  | 2  | 1  | 1  | 2  | 3  | 1  |
| Independiente                                 | 3  | 3  | 2  | 2  | 4  | 2  | 2  | 2  | 2  | 1  | 2  | 2  | 3  | 3  | 3  | 3  | 2  | 2  |
| San Francisco                                 | 2  | 2  | 1  | 1  | 1  | 1  | 1  | 1  | 1  | 2  | 1  | 1  | 1  | 2  | 2  | 1  | 1  | 3  |
| Sporting                                      | 6  | 6  | 6  | 8  | 9  | 9  | 8  | 10 | 10 | 10 | 9  | 9  | 9  | 8  | 7  | 6  | 6  | 4  |
| Tauro                                         | 8  | 9  | 7  | 7  | 3  | 5  | 6  | 6  | 6  | 5  | 5  | 5  | 4  | 4  | 4  | 4  | 4  | 5  |
| Plaza Amador                                  | 5  | 5  | 3  | 4  | 2  | 3  | 3  | 3  | 3  | 3  | 3  | 3  | 5  | 5  | 5  | 5  | 5  | 6  |
| Árabe Unido                                   | 4  | 4  | 4  | 3  | 5  | 7  | 7  | 8  | 9  | 8  | 8  | 8  | 6  | 6  | 6  | 8  | 7  | 7  |
| Alianza                                       | 9  | 10 | 10 | 10 | 8  | 6  | 4  | 4  | 5  | 6  | 6  | 7  | 8  | 9  | 8  | 7  | 8  | 8  |
| Atlético Chiriquí                             | 10 | 7  | 8  | 6  | 7  | 8  | 9  | 7  | 7  | 7  | 7  | 6  | 7  | 7  | 9  | 9  | 9  | 9  |
| Universitario                                 | 7  | 8  | 9  | 9  | 10 | 10 | 10 | 9  | 8  | 9  | 10 | 10 | 10 | 10 | 10 | 10 | 10 | 10 |
| Última actualización: 16 de noviembre de 2019 |    |    |    |    |    |    |    |    |    |    |    |    |    |    |    |    |    |    |

### Resumen de resultados
| Alianza F.C.                                  |     | 1:3 | 1:1 | 0:0 | 1:1 | 0:2 | 0:2 | 2:2 | 1:2 | 1:0 |
| Atlético Chiriquí                             | 3:1 |     | 0:2 | 0:4 | 1:1 | 0:0 | 1:0 | 0:4 | 2:1 | 1:1 |
| C.A. Independiente                            | 0:0 | 2:0 |     | 3:! | 2:1 | 1:0 | 2:1 | 0:1 | 3:0 | 1:1 |
| Costa del Este F.C.                           | 1:0 | 1:0 | 1:1 |     | 3:1 | 2:2 | 2:0 | 0:2 | 0:1 | 3:0 |
| C.D. Universitario                            | 2:3 | 1:3 | 1:1 | 1:2 |     | 2:2 | 2:2 | 2:2 | 0:0 | 0:0 |
| C.D. Plaza Amador                             | 0:0 | 1:1 | 1:0 | 1:1 | 1:1 |     | 1:0 | 1:1 | 3:0 | 0:1 |
| C.D. Árabe Unido                              | 2:1 | 3:0 | 1:0 | 0:0 | 2:1 | 2:2 |     | 0:0 | 0:0 | 2:5 |
| San Francisco F.C.                            | 1:2 | 3:0 | 2:1 | 1:1 | 0:0 | 0:0 | 2:1 |     | 2:1 | 3:1 |
| Sporting S.M.                                 | 1:1 | 2:0 | 1:0 | 0:0 | 2:1 | 0:0 | 1:1 | 3:0 |     | 2:2 |
| Tauro F.C.                                    | 0:1 | 1:0 | 0:1 | 0:0 | 1:2 | 1:0 | 0:0 | 1:0 | 1:0 |     |
| Última actualización: 16 de noviembre de 2019 |     |     |     |     |     |     |     |     |     |     |

|  | Victoria del conjunto local     |
|  | Empate                          |
|  | Victoria del conjunto visitante |

## Torneo Regular

### Jornadas
- Los horarios son correspondientes al tiempo de Ciudad de Panamá (UTC-5).

| Jornada 1                                                  | Jornada 1 | Jornada 1     | Jornada 1                 | Jornada 1   | Jornada 1 | Jornada 1       | Jornada 1 | Jornada 1  | Jornada 1 |
| Local                                                      | Resultado | Visitante     | Estadio                   | Fecha       | Hora      | Árbitro         | Canal     | Amonestado | Expulsado |
| ---------------------------------------------------------- | --------- | ------------- | ------------------------- | ----------- | --------- | --------------- | --------- | ---------- | --------- |
| Atlético Chiriquí                                          | 0 : 2     | Independiente | San Cristóbal             | 27 de julio | 17:45     | Fernando Morón  |           | 3          | 0         |
| Alianza                                                    | 0 : 2     | Árabe Unido   | Rommel Fernández          | 28 de julio | 16:00     | Raúl Rodríguez  |           | 7          | 0         |
| Costa del Este                                             | 3 : 1     | Universitario | Maracaná                  | 28 de julio | 16:00     | Jeremy Phillips |           | 3          | 0         |
| Sporting                                                   | 0 : 0     | Plaza Amador  | Javier Cruz García        | 28 de julio | 16:00     | Albis González  |           | 3          | 0         |
| San Francisco                                              | 3 : 1     | Tauro         | Agustín "Muquita" Sánchez | 28 de julio | 18:00     | Mario Camarena  |           | 5          | 0         |
| Total de goles: 12 Total de Tarjetas Amarillas/Rojas: 21/0 |           |               |                           |             |           |                 |           |            |           |

| Jornada 2                                                | Jornada 2 | Jornada 2         | Jornada 2           | Jornada 2   | Jornada 2 | Jornada 2      | Jornada 2 | Jornada 2  | Jornada 2 |
| Local                                                    | Resultado | Visitante         | Estadio             | Fecha       | Hora      | Árbitro        | Canal     | Amonestado | Expulsado |
| -------------------------------------------------------- | --------- | ----------------- | ------------------- | ----------- | --------- | -------------- | --------- | ---------- | --------- |
| Universitario                                            | 0 : 0     | Sporting          | Virgilio Tejeira    | 3 de agosto | 15:00     | Ricardo Lay    |           | 1          | 0         |
| Tauro                                                    | 0 : 0     | Costa del Este    | Rommel Fernández    | 3 de agosto | 18:00     | Oliver Vergara |           | 3          | 0         |
| Independiente                                            | 0 : 0     | Alianza           | Agustín Sánchez     | 3 de agosto | 20:00     | César Colpas   |           | 0          | 0         |
| Plaza Amador                                             | 1 : 1     | Atlético Chiriquí | Maracaná            | 4 de agosto | 18:00     | Jorge Negron   |           | 1          | 0         |
| Árabe Unido                                              | 0 : 0     | San Francisco     | Armando Dely Valdés | 4 de agosto | 18:00     | John Pittí     |           | 2          | 0         |
| Total de goles: 2 Total de Tarjetas Amarillas/Rojas: 7/0 |           |                   |                     |             |           |                |           |            |           |

| Jornada 3                                                  | Jornada 3 | Jornada 3     | Jornada 3                 | Jornada 3    | Jornada 3 | Jornada 3      | Jornada 3 | Jornada 3  | Jornada 3 |
| Local                                                      | Resultado | Visitante     | Estadio                   | Fecha        | Hora      | Árbitro        | Canal     | Amonestado | Expulsado |
| ---------------------------------------------------------- | --------- | ------------- | ------------------------- | ------------ | --------- | -------------- | --------- | ---------- | --------- |
| Atlético Chiriqui                                          | 1 : 1     | Universitario | San Cristóbal             | 10 de agosto | 18:00     | José Carrasco  |           | 2          | 0         |
| Alianza                                                    | 0 : 2     | Plaza Amador  | Rommel Fernández          | 10 de agosto | 18:00     | Luis Aguilar   | Medcom-GO | 1          | 0         |
| Independiente                                              | 2 : 1     | Árabe Unido   | Agustín "Muquita" Sánchez | 10 de agosto | 20:00     | Ariel Forsythe |           | 3          | 0         |
| Costa del Este                                             | 0 : 2     | San Francisco | Maracaná                  | 11 de agosto | 18:00     | José Kellys    |           | 8          | 0         |
| Sporting                                                   | 2 : 2     | Tauro         | Javier Cruz García        | 11 de agosto | 18:00     | Jafeth Perrea  |           | 8          | 1         |
| Total de goles: 13 Total de Tarjetas Amarillas/Rojas: 22/1 |           |               |                           |              |           |                |           |            |           |

| Jornada 4                                                 | Jornada 4 | Jornada 4      | Jornada 4                 | Jornada 4    | Jornada 4 | Jornada 4      | Jornada 4 | Jornada 4  | Jornada 4 |
| Local                                                     | Resultado | Visitante      | Estadio                   | Fecha        | Hora      | Árbitro        | Canal     | Amonestado | Expulsado |
| --------------------------------------------------------- | --------- | -------------- | ------------------------- | ------------ | --------- | -------------- | --------- | ---------- | --------- |
| Independiente                                             | 0 : 1     | San Francisco  | Agustín "Muquita" Sánchez | 16 de agosto | 20:00     | Jafeth Perea   |           | 1          | 1         |
| Universitario                                             | 2 : 2     | Árabe Unido    | Virgilio Tejeira          | 17 de agosto | 15:00     | César Colpas   |           | 0          | 1         |
| Plaza Amador                                              | 0 : 1     | Tauro          | Maracaná                  | 17 de agosto | 18:00     | Ameth Sánchez  |           | 1          | 0         |
| Atlético Chiriqui                                         | 2 : 1     | Sporting       | San Cristóbal             | 18 de agosto | 18:00     | Oliver Vergara | Medcom-GO | 0          | 0         |
| Alianza                                                   | 1 : 1     | Costa del Este | Rommel Fernández          | 18 de agosto | 18:00     | Fernando Morón |           | 2          | 1         |
| Total de goles: 11 Total de Tarjetas Amarillas/Rojas: 4/3 |           |                |                           |              |           |                |           |            |           |

| Jornada 5                                                  | Jornada 5 | Jornada 5         | Jornada 5                 | Jornada 5    | Jornada 5 | Jornada 5      | Jornada 5 | Jornada 5  | Jornada 5 |
| Local                                                      | Resultado | Visitante         | Estadio                   | Fecha        | Hora      | Árbitro        | Canal     | Amonestado | Expulsado |
| ---------------------------------------------------------- | --------- | ----------------- | ------------------------- | ------------ | --------- | -------------- | --------- | ---------- | --------- |
| Universitario                                              | 2 : 3     | Alianza           | Virgilio Tejeira          | 24 de agosto | 15:00     | Jorge Negron   |           | 4          | 0         |
| Plaza Amador                                               | 1 : 0     | Independiente     | Maracaná                  | 24 de agosto | 18:00     | Ricardo Lay    | Medcom-GO | 4          | 0         |
| San Francisco                                              | 2 : 1     | Sporting          | Agustín "Muquita" Sánchez | 24 de agosto | 20:00     | Víctor Ríos    |           | 4          | 0         |
| Árabe Unido                                                | 0 : 0     | Costa del Este    | Armando Dely Valdés       | 25 de agosto | 16:00     | Alvis González |           | 6          | 0         |
| Tauro                                                      | 1 : 0     | Atlético Chiriquí | Rommel Fernández          | 25 de agosto | 18:00     | José kellys    |           | 6          | 0         |
| Total de goles: 10 Total de Tarjetas Amarillas/Rojas: 24/0 |           |                   |                           |              |           |                |           |            |           |

| Jornada 6                                                 | Jornada 6 | Jornada 6         | Jornada 6                 | Jornada 6       | Jornada 6 | Jornada 6      | Jornada 6 | Jornada 6  | Jornada 6 |
| Local                                                     | Resultado | Visitante         | Estadio                   | Fecha           | Hora      | Árbitro        | Canal     | Amonestado | Expulsado |
| --------------------------------------------------------- | --------- | ----------------- | ------------------------- | --------------- | --------- | -------------- | --------- | ---------- | --------- |
| Universitario                                             | 2 : 2     | Plaza Amador      | Virgilio Tejeira          | 31 de agosto    | 15:00     | Víctor Ríos    |           | 5          | 0         |
| San Francisco                                             | 1 : 2     | Alianza           | Agustín "Muquita" Sánchez | 31 de agosto    | 20:00     | John Pittí     | Medcom-GO | 2          | 0         |
| Árabe Unido                                               | 0 : 0     | Sporting          | Armando Dely Valdés       | 1 de septiembre | 16:00     | José Kellys    |           | 6          | 0         |
| Costa del Este                                            | 1 : 0     | Atlético Chiriquí | Maracaná                  | 1 de septiembre | 18:00     | Raúl Rodríguez |           | 8          | 0         |
| Tauro                                                     | 0 : 1     | Independiente     | Rommel Fernández          | 1 de septiembre | 18:00     | Oliver Vergara |           | 7          | 1         |
| Total de goles: 9 Total de Tarjetas Amarillas/Rojas: 28/1 |           |                   |                           |                 |           |                |           |            |           |

| Jornada 7                                                 | Jornada 7 | Jornada 7      | Jornada 7                 | Jornada 7       | Jornada 7 | Jornada 7      | Jornada 7 | Jornada 7  | Jornada 7 |
| Local                                                     | Resultado | Visitante      | Estadio                   | Fecha           | Hora      | Árbitro        | Canal     | Amonestado | Expulsado |
| --------------------------------------------------------- | --------- | -------------- | ------------------------- | --------------- | --------- | -------------- | --------- | ---------- | --------- |
| Alianza                                                   | 1 : 0     | Tauro          | Maracaná                  | 6 de septiembre | 20:00     | Víctor Ríos    |           | 5          | 0         |
| Independiente                                             | 2 : 1     | Universitario  | Agustín "Muquita" Sánchez | 6 de septiembre | 20:00     | Fernando Morón |           | 5          | 1         |
| Sporting                                                  | 0 : 0     | Costa del Este | Javier Cruz García        | 7 de septiembre | 16:00     | Jorge Negrón   |           | 7          | 0         |
| Atlético Chiriquí                                         | 0 : 4     | San Francisco  | San Cristóbal             | 7 de septiembre | 18:00     | César Colpas   |           | 2          | 0         |
| Plaza Amador                                              | 1 : 0     | Árabe Unido    | Maracaná                  | 7 de septiembre | 18:00     | Jafeth Perea   |           | 8          | 1         |
| Total de goles: 9 Total de Tarjetas Amarillas/Rojas: 27/2 |           |                |                           |                 |           |                |           |            |           |

| Jornada 8                                                 | Jornada 8 | Jornada 8     | Jornada 8                 | Jornada 8        | Jornada 8 | Jornada 8      | Jornada 8 | Jornada 8  | Jornada 8 |
| Local                                                     | Resultado | Visitante     | Estadio                   | Fecha            | Hora      | Árbitro        | Canal     | Amonestado | Expulsado |
| --------------------------------------------------------- | --------- | ------------- | ------------------------- | ---------------- | --------- | -------------- | --------- | ---------- | --------- |
| San Francisco                                             | 0 : 0     | Plaza Amador  | Agustín "Muquita" Sánchez | 13 de septiembre | 20:00     | José Kellys    |           | 5          | 0         |
| Atlético Chiriquí                                         | 1 : 0     | Árabe Unido   | San Cristóbal             | 14 de septiembre | 18:00     | Oliver Vergara | Medcom-GO | 2          | 0         |
| Tauro                                                     | 1 : 2     | Universitario | Rommel Fernández          | 14 de septiembre | 18:00     | Ameth Sánchez  |           | 6          | 0         |
| Sporting                                                  | 1 : 1     | Alianza       | Javier Cruz García        | 15 de septiembre | 16:00     | Jafeth Perea   |           | 2          | 0         |
| Costa del Este                                            | 1 : 1     | Independiente | Maracaná                  | 15 de septiembre | 18:00     | Luis Aguilar   |           | 7          | 0         |
| Total de goles: 8 Total de Tarjetas Amarillas/Rojas: 22/0 |           |               |                           |                  |           |                |           |            |           |

| Jornada 9                                             | Jornada 9 | Jornada 9         | Jornada 9                 | Jornada 9        | Jornada 9 | Jornada 9     | Jornada 9 | Jornada 9  | Jornada 9 |
| Local                                                 | Resultado | Visitante         | Estadio                   | Fecha            | Hora      | Árbitro       | Canal     | Amonestado | Expulsado |
| ----------------------------------------------------- | --------- | ----------------- | ------------------------- | ---------------- | --------- | ------------- | --------- | ---------- | --------- |
| Independiente                                         | 3 : 0     | Sporting          | Agustín "Muquita" Sánchez | 21 de septiembre | 18:00     | Victor Ríos   |           |            |           |
| Plaza Amador                                          | 1 : 1     | Costa del Este    | Maracaná                  | 21 de septiembre | 18:00     | Ricardo Lay   |           |            |           |
| Universitario                                         | 2 : 2     | San Francisco     | Virgilio Tejeira          | 22 de septiembre | 15:00     | John Pittí    |           |            |           |
| Árabe Unido                                           | 2 : 5     | Tauro             | Javier Cruz               | 22 de septiembre | 16:00     | José Kellys   |           |            |           |
| Alianza                                               | 1 : 3     | Atlético Chiriquí | Rommel Fernández          | 22 de septiembre | 18:00     | Ameth Sánchez | Medcom-GO |            |           |
| Total de goles: 20 Total de Tarjetas Amarillas/Rojas: |           |                   |                           |                  |           |               |           |            |           |

| Jornada 10                                              | Jornada 10 | Jornada 10        | Jornada 10                | Jornada 10       | Jornada 10 | Jornada 10     | Jornada 10 | Jornada 10 | Jornada 10 |
| Local                                                   | Resultado  | Visitante         | Estadio                   | Fecha            | Hora       | Árbitro        | Canal      | Amonestado | Expulsado  |
| ------------------------------------------------------- | ---------- | ----------------- | ------------------------- | ---------------- | ---------- | -------------- | ---------- | ---------- | ---------- |
| Árabe Unido                                             | 2 : 1      | Alianza           | Armando Dely Valdés       | 28 de septiembre | 16:00      | Víctor Ríos    |            | 6          | 0          |
| Plaza Amador                                            | 3 : 0      | Sporting          | Maracaná                  | 28 de septiembre | 18:00      | Ameth Sánchez  |            | -          | -          |
| Independiente                                           | 2 : 0      | Atlético Chiriquí | Agustín "Muquita" Sánchez | 28 de septiembre | 18:00      | Jorge Negrón   |            | 5          | 0          |
| Universitario                                           | 1 : 2      | Costa del Este    | Virgilio Tejeira          | 29 de septiembre | 15:00      | Jafeth Perrea  |            | 7          | 1          |
| Tauro                                                   | 1 : 0      | San Francisco     | Rommel Fernández          | 29 de septiembre | 18:00      | Oliver Vergara |            | 6          | 0          |
| Total de goles:9 Total de Tarjetas Amarillas/Rojas:24/1 |            |                   |                           |                  |            |                |            |            |            |

| Jornada 11                                                | Jornada 11 | Jornada 11    | Jornada 11                | Jornada 11   | Jornada 11 | Jornada 11     | Jornada 11 | Jornada 11 | Jornada 11 |
| Local                                                     | Resultado  | Visitante     | Estadio                   | Fecha n      | Hora       | Árbitro        | Canal      | Amonestado | Expulsado  |
| --------------------------------------------------------- | ---------- | ------------- | ------------------------- | ------------ | ---------- | -------------- | ---------- | ---------- | ---------- |
| Sporting                                                  | 2 : 1      | Universitario | Javier Cruz               | 5 de octubre | 16:00      | Fernando Morón |            | 4          | 0          |
| Costa del Este                                            | 3 : 0      | Tauro         | Maracaná                  | 5 de octubre | 18:00      | César Colpas   |            | 4          | 0          |
| San Francisco                                             | 2 : 1      | Árabe Unido   | Agustín "Muquita" Sánchez | 5 de octubre | 18:00      | Ricardo Lay    |            | 8          | 0          |
| Alianza                                                   | 1 : 1      | Independiente | Maracaná                  | 6 de octubre | 18:00      | John Pittí     |            | 5          | 0          |
| Atlético Chiriquí                                         | 0 : 0      | Plaza Amador  | San Cristóbal             | 6 de octubre | 18:00      | Jafeth Perrea  |            | 3          | 0          |
| Total de goles: 11 Total de Tarjetas Amarillas/Rojas:24/0 |            |               |                           |              |            |                |            |            |            |

| Jornada 12                                              | Jornada 12 | Jornada 12        | Jornada 12                | Jornada 12    | Jornada 12 | Jornada 12     | Jornada 12 | Jornada 12 | Jornada 12 |
| Local                                                   | Resultado  | Visitante         | Estadio                   | Fecha         | Hora       | Árbitro        | Canal      | Amonestado | Expulsado  |
| ------------------------------------------------------- | ---------- | ----------------- | ------------------------- | ------------- | ---------- | -------------- | ---------- | ---------- | ---------- |
| Plaza Amador                                            | 0 : 0      | Alianza           | Maracaná                  | 12 de octubre | 18:00      | Jorge Negrón   |            | 6          | 0          |
| Tauro                                                   | 1 : 0      | Sporting          | Rommel Fernández          | 12 de octubre | 18:00      | Víctor Ríos    | Medcom-Go  | 5          | 0          |
| San Francisco                                           | 1 : 1      | Costa del Este    | Agustín "Muquita" Sánchez | 12 de octubre | 20:00      | Ameth Sánchez  |            | 7          | 0          |
| Universitario                                           | 1 : 3      | Atlético Chiriquí | Virgilio Tejeira          | 13 de octubre | 15:00      | César Colpas   |            | 3          | 0          |
| Árabe Unido                                             | 1 : 0      | Independiente     | Armando Dely Valdés       | 13 de octubre | 16:00      | Fernando Morón |            | 9          | 2          |
| Total de goles:8 Total de Tarjetas Amarillas/Rojas:30/2 |            |                   |                           |               |            |                |            |            |            |

| Jornada 13                                                 | Jornada 13 | Jornada 13        | Jornada 13              | Jornada 13    | Jornada 13 | Jornada 13     | Jornada 13 | Jornada 13 | Jornada 13 |
| Local                                                      | Resultado  | Visitante         | Estadio                 | Fecha         | Hora       | Árbitro        | Canal      | Amonestado | Expulsado  |
| ---------------------------------------------------------- | ---------- | ----------------- | ----------------------- | ------------- | ---------- | -------------- | ---------- | ---------- | ---------- |
| San Francisco                                              | 2 : 1      | Independiente     | Agustín Muquita Sánchez | 18 de octubre | 20:00      | Oliver Vergara |            | 4          | 0          |
| Sporting                                                   | 2 : 0      | Atlético Chiriqui | Javier Cruz             | 19 de octubre | 16:00      | Albis González |            | 7          | 0          |
| Tauro                                                      | 1 : 0      | Plaza Amador      | Rommel Fernández        | 19 de octubre | 18:00      | Ameth Sánchez  |            | 4          | 0          |
| Árabe Unido                                                | 2 : 1      | Universitario     | Armando Dely Valdés     | 20 de octubre | 16:00      | Jafeth Perea   |            | 6          | 0          |
| Costa del Este                                             | 1 : 0      | Alianza           | Maracaná                | 20 de octubre | 18:00      | John Pitti     |            | 7          | 0          |
| Total de goles: 10 Total de Tarjetas Amarillas/Rojas: 28/0 |            |                   |                         |               |            |                |            |            |            |

| Jornada 14                                                | Jornada 14 | Jornada 14    | Jornada 14                | Jornada 14    | Jornada 14 | Jornada 14         | Jornada 14 | Jornada 14 | Jornada 14 |
| Local                                                     | Resultado  | Visitante     | Estadio                   | Fecha         | Hora       | Árbitro            | Canal      | Amonestado | Expulsado  |
| --------------------------------------------------------- | ---------- | ------------- | ------------------------- | ------------- | ---------- | ------------------ | ---------- | ---------- | ---------- |
| Costa del Este                                            | 2 : 0      | Árabe Unido   | Maracaná                  | 23 de octubre | 20:00      | Ameth Sánchez      |            | 3          | 0          |
| Atlético Chiriquí                                         | 1 : 1      | Tauro         | San Cristóbal             | 23 de octubre | 20:00      | Gumercindo Batista | Medcom-GO  | 2          | 0          |
| Sporting                                                  | 3 : 0      | San Francisco | Javier Cruz               | 23 de octubre | 20:00      | Ricardo Lay        |            | 2          | 0          |
| Independiente                                             | 1 : 0      | Plaza Amador  | Agustín "Muquita" Sánchez | 23 de octubre | 20:00      | Jafeth Perea       |            | 5          | 1          |
| Alianza                                                   | 1 : 1      | Universitario | Maracaná                  | 24 de octubre | 18:00      | Luis Aguilar       |            | 6          | 0          |
| Total de goles: 10 Total de Tarjetas Amarillas/Rojas:18/1 |            |               |                           |               |            |                    |            |            |            |

| Jornada 15                                                | Jornada 15 | Jornada 15     | Jornada 15                | Jornada 15    | Jornada 15 | Jornada 15     | Jornada 15 | Jornada 15 | Jornada 15 |
| Local                                                     | Resultado  | Visitante      | Estadio                   | Fecha         | Hora       | Árbitro        | Canal      | Amonestado | Expulsado  |
| --------------------------------------------------------- | ---------- | -------------- | ------------------------- | ------------- | ---------- | -------------- | ---------- | ---------- | ---------- |
| Sporting                                                  | 1 : 1      | Árabe Unido    | Javier Cruz               | 26 de octubre | 16:00      | José Kellys    |            | 5          | 1          |
| Plaza Amador                                              | 1 : 1      | Universitario  | Maracaná                  | 26 de octubre | 20:00      | César Colpas   |            | 4          | 0          |
| Independiente                                             | 2 : 2      | Tauro          | Agustín "Muquita" Sánchez | 26 de octubre | 20:00      | John Pitti     |            | 5          | 0          |
| Atlético Chiriquí                                         | 2 : 4      | Costa del Este | San Cristóbal             | 27 de octubre | 18:00      | Oliver Vergara |            | 9          | 0          |
| Alianza                                                   | 2 : 2      | San Francisco  | Rommel Fernández          | 27 de octubre | 18:00      | Jafeth Perea   |            | 4          | 1          |
| Total de goles: 18 Total de Tarjetas Amarillas/Rojas:27/2 |            |                |                           |               |            |                |            |            |            |

| Jornada 16                                                | Jornada 16 | Jornada 16        | Jornada 16                | Jornada 16    | Jornada 16 | Jornada 16     | Jornada 16 | Jornada 16 | Jornada 16 |
| Local                                                     | Resultado  | Visitante         | Estadio                   | Fecha         | Hora       | Árbitro        | Canal      | Amonestado | Expulsado  |
| --------------------------------------------------------- | ---------- | ----------------- | ------------------------- | ------------- | ---------- | -------------- | ---------- | ---------- | ---------- |
| Universitario                                             | 1 : 1      | Independiente     | Virgilio Tejeira          | 31 de octubre | 15:00      | Ameth Sánchez  |            | 5          | 0          |
| San Francisco                                             | 3 : 0      | Atlético Chiriquí | Agustín "Muquita" Sánchez | 31 de octubre | 20:00      | Victor Ríos    |            | 2          | 1          |
| Costa del Este                                            | 0 : 1      | Sporting          | Maracaná                  | 31 de octubre | 20:00      | José Kellys    |            | 3          | 0          |
| Tauro                                                     | 1 : 2      | Alianza           | Rommel Fernández          | 31 de octubre | 20:00      | Oliver Vergara |            | 3          | 0          |
| Árabe Unido                                               | 2 : 2      | Plaza Amador      | Armando Dely Valdés       | 31 de octubre | 20:00      | Ricardo Lay    |            | 4          | 0          |
| Total de goles: 13 Total de Tarjetas Amarillas/Rojas:17/1 |            |                   |                           |               |            |                |            |            |            |

| Jornada 17                                           | Jornada 17 | Jornada 17        | Jornada 17                | Jornada 17      | Jornada 17 | Jornada 17     | Jornada 17 | Jornada 17 | Jornada 17 |
| Local                                                | Resultado  | Visitante         | Estadio                   | Fecha           | Hora       | Árbitro        | Canal      | Amonestado | Expulsado  |
| ---------------------------------------------------- | ---------- | ----------------- | ------------------------- | --------------- | ---------- | -------------- | ---------- | ---------- | ---------- |
| Universitario                                        | 0 : 0      | Tauro             | Los Milagros              | 9 de noviembre  | 18:00      |                |            |            |            |
| Independiente                                        | 3 : 1      | Costa del Este    | Agustín "Muquita" Sánchez | 9 de noviembre  | 18:00      | Ricardo Lay    |            |            |            |
| Árabe Unido                                          | 3 : 0      | Atlético Chiriquí | Armando Dely Valdés       | 9 de noviembre  | 18:00      |                |            |            |            |
| Plaza Amador                                         | 1 : 1      | San Francisco     | Maracaná                  | 9 de noviembre  | 18:00      | Oliver Vergara |            |            |            |
| Alianza                                              | 1 : 2      | Sporting          | Maracaná                  | 10 de noviembre | 18:00      |                |            |            |            |
| Total de goles:12 Total de Tarjetas Amarillas/Rojas: |            |                   |                           |                 |            |                |            |            |            |

| Jornada 18                                         | Jornada 18 | Jornada 18    | Jornada 18                | Jornada 18      | Jornada 18 | Jornada 18 | Jornada 18 | Jornada 18 | Jornada 18 |
| Local                                              | Resultado  | Visitante     | Estadio                   | Fecha           | Hora       | Árbitro    | Canal      | Amonestado | Expulsado  |
| -------------------------------------------------- | ---------- | ------------- | ------------------------- | --------------- | ---------- | ---------- | ---------- | ---------- | ---------- |
| Atlético Chiriquí                                  | 3 : 1      | Alianza       | San Cristóbal             | 16 de noviembre | 18:00      |            |            |            |            |
| Tauro                                              | 0 : 0      | Árabe Unido   | Rommel Fernández          | 16 de noviembre | 18:00      |            |            |            |            |
| San Francisco                                      | 0 : 0      | Universitario | Agustín "Muquita" Sánchez | 16 de noviembre | 18:00      |            | Medcom-GO  |            |            |
| Costa del Este                                     | 2 : 2      | Plaza Amador  | Maracaná                  | 16 de noviembre | 18:00      |            |            |            |            |
| Sporting                                           | 1 : 0      | Independiente | Javier Cruz               | 16 de noviembre | 18:00      |            |            |            |            |
| Total de goles: Total de Tarjetas Amarillas/Rojas: |            |               |                           |                 |            |            |            |            |            |

## Cuadro final
La fase final del torneo consiste en dos partidos únicos de serie Play-Offs, una serie semifinal y la gran final:
|  | Play-Offs            | Play-Offs              | Play-Offs            |              |   | Semifinales                                              | Semifinales                                              | Semifinales                                              | Semifinales                                              | Semifinales                                              |   |  | Final Apertura | Final Apertura | Final Apertura |  |
|  | 19 y 20 de noviembre | 19 y 20 de noviembre   | 19 y 20 de noviembre |              |   | 23 y 24 de noviembre (Ida) 29 y 30 de noviembre (Vuelta) | 23 y 24 de noviembre (Ida) 29 y 30 de noviembre (Vuelta) | 23 y 24 de noviembre (Ida) 29 y 30 de noviembre (Vuelta) | 23 y 24 de noviembre (Ida) 29 y 30 de noviembre (Vuelta) | 23 y 24 de noviembre (Ida) 29 y 30 de noviembre (Vuelta) |   |  | 9 de diciembre | 9 de diciembre | 9 de diciembre |  |
|  |                      |                        |                      |              |   |                                                          |                                                          |                                                          |                                                          |                                                          |   |  |                |                |                |  |
|  |                      |                        |                      |              |   |                                                          |                                                          |                                                          |                                                          |                                                          |   |  |                |                |                |  |
|  | 3                    | San Francisco          | 0                    |              |   |                                                          |                                                          |                                                          |                                                          |                                                          |   |  |                |                |                |  |
|  | 3                    | San Francisco          | 0                    |              |   |                                                          |                                                          |                                                          |                                                          |                                                          |   |  |                |                |                |  |
|  | 6                    | Plaza Amador           | 1                    |              |   |                                                          |                                                          |                                                          |                                                          |                                                          |   |  |                |                |                |  |
|  | 6                    | Plaza Amador           | 1                    |              | 1 | Costa del Este                                           | 2                                                        | 1                                                        | 3                                                        |                                                          |   |  |                |                |                |  |
|  |                      |                        |                      |              | 1 | Costa del Este                                           | 2                                                        | 1                                                        | 3                                                        |                                                          |   |  |                |                |                |  |
|  |                      |                        | 6                    | Plaza Amador | 0 | 2                                                        | 2                                                        |                                                          |                                                          |                                                          |   |  |                |                |                |  |
|  |                      |                        | 6                    | Plaza Amador | 0 | 2                                                        | 2                                                        |                                                          |                                                          |                                                          |   |  |                |                |                |  |
|  |                      |                        |                      |              |   |                                                          |                                                          |                                                          |                                                          |                                                          |   |  |                |                |                |  |
|  |                      |                        |                      |              |   |                                                          |                                                          |                                                          |                                                          |                                                          |   |  |                |                |                |  |
|  |                      |                        |                      |              |   |                                                          |                                                          |                                                          | 1                                                        | Costa del Este                                           | 0 |  |                |                |                |  |
|  |                      |                        |                      |              |   |                                                          |                                                          |                                                          |                                                          |                                                          | 0 |  |                |                |                |  |
|  |                      |                        | 5                    | Tauro        | 2 |                                                          |                                                          |                                                          |                                                          |                                                          |   |  |                |                |                |  |
|  | 4                    | Sporting San Miguelito | 5                    | Tauro        | 2 | 0 (2)                                                    |                                                          |                                                          |                                                          |                                                          |   |  |                |                |                |  |
|  | 4                    | Sporting San Miguelito |                      |              |   |                                                          |                                                          |                                                          |                                                          |                                                          |   |  |                |                |                |  |
|  | 5                    | Tauro (p)              | 0 (4)                |              |   |                                                          |                                                          |                                                          |                                                          |                                                          |   |  |                |                |                |  |
|  | 5                    | Tauro (p)              | 0 (4)                |              | 2 | Atlético Independiente                                   | 0                                                        | 0                                                        | 0                                                        |                                                          |   |  |                |                |                |  |
|  |                      |                        |                      |              | 2 | Atlético Independiente                                   | 0                                                        | 0                                                        | 0                                                        |                                                          |   |  |                |                |                |  |
|  |                      |                        | 5                    | Tauro        | 0 | 3                                                        | 3                                                        |                                                          |                                                          |                                                          |   |  |                |                |                |  |
|  |                      |                        | 5                    | Tauro        | 0 | 3                                                        | 3                                                        |                                                          |                                                          |                                                          |   |  |                |                |                |  |
|  |                      |                        |                      |              |   |                                                          |                                                          |                                                          |                                                          |                                                          |   |  |                |                |                |  |
|  |                      |                        |                      |              |   |                                                          |                                                          |                                                          |                                                          |                                                          |   |  |                |                |                |  |
|  |                      |                        |                      |              |   |                                                          |                                                          |                                                          |                                                          |                                                          |   |  |                |                |                |  |
|  |                      |                        |                      |              |   |                                                          |                                                          |                                                          |                                                          |                                                          |   |  |                |                |                |  |

## Repechajes
| 19 de noviembre de 2019, 20:00 -                  | San Francisco | 0:1 (0:0) | Plaza Amador | Estadio Agustín Muquita Sánchez, La Chorrera           |                                                        |
|                                                   |               | Reporte   | Moreno (P)   | Asistencia: 1,263 espectadores Árbitro(s): Víctor Ríos | Asistencia: 1,263 espectadores Árbitro(s): Víctor Ríos |
| Club Deportivo Plaza Amador avanzó a Semifinales. |               |           |              |                                                        |                                                        |

| 20 de noviembre de 2019, 20:00 -                           | Sporting San Miguelito            | 0:0 (0:0) (2:4 p.)         | Tauro                                            | Estadio Javier Cruz, Ciudad de Panamá                 |                                                       |
|                                                            |                                   | Reporte                    |                                                  | Asistencia: 700 espectadores Árbitro(s): Jafeth Perea | Asistencia: 700 espectadores Árbitro(s): Jafeth Perea |
|                                                            |                                   | Tiros desde el punto penal |                                                  |                                                       |                                                       |
|                                                            | Gómez · Góndola · Santos · Rivera |                            | Mosquera · Góndola · Marsiglia · Sánchez · Catuy |                                                       |                                                       |
| Tauro Fútbol Club avanzó a Semifinales (0-0, 2:4 Penales). |                                   |                            |                                                  |                                                       |                                                       |

## Semifinales

### Semifinal 1
| 23 de noviembre de 2019, 18:00 - | Plaza Amador | 0:2     | Costa del Este                     | Estadio Maracaná, Ciudad de Panamá                       |                                                          |
|                                  |              | Reporte | 35' V. Pimentel · 41' C. Rodríguez | Asistencia: 1,800 espectadores Árbitro(s): Ameth Sánchez | Asistencia: 1,800 espectadores Árbitro(s): Ameth Sánchez |

| 29 de noviembre de 2019, 18:00 - | Costa del Este | 1:2 (0:2, 0:0) | Plaza Amador            | Estadio Maracaná, Ciudad de Panamá         |                                            |
|                                  | 108' Williams  | Reporte        | 54' Waithe · 88' Ceceña | Asistencia: 2,340 espectadores Árbitro(s): | Asistencia: 2,340 espectadores Árbitro(s): |

### Semifinal 2
| 24 de noviembre de 2019, 17:00 - | Tauro | 0:0     | Atlético Independiente | Estadio Rommel Fernández, Ciudad de Panamá            |                                                       |
|                                  |       | Reporte |                        | Asistencia: 1,374 espectadores Árbitro(s): John Pitti | Asistencia: 1,374 espectadores Árbitro(s): John Pitti |

| 30 de noviembre de 2019, 17:00 -     | Atlético Independiente | 0:3     | Tauro                                  | Estadio Agustín Muquita Sánchez, La Chorrera |                         |
|                                      |                        | Reporte | 10' Marsiglia · 15' Simons · 35' Catuy | Árbitro(s): José Kellys                      | Árbitro(s): José Kellys |
| Tauro Fútbol Club avanzó a la final. |                        |         |                                        |                                              |                         |

## Final
| 9 de diciembre de 2019, 17:00 -      | Costa del Este | 0:2     | Tauro                             | Estadio Rommel Fernández Gutiérrez, Ciudad de Panamá        |                                                             |
|                                      |                | Reporte | 29' J. Marsiglia · 84' J. Clement | Asistencia: 11, 356 espectadores Árbitro(s): Oliver Vergara | Asistencia: 11, 356 espectadores Árbitro(s): Oliver Vergara |
| Tauro Fútbol Club se coronó Campeón. |                |         |                                   |                                                             |                                                             |

| 12    | POR   | Jorginho Frías      |     |
| 3     | DEF   | Édgar Góndola       |     |
| 4     | DEF   | Óscar Linton        |     |
| 78    | DEF   | Ángel Ortega        |     |
| 6     | DEF   | Carlos Rodríguez    | 62' |
| 7     | MED   | Yair Jaén           | 78' |
| 8     | MED   | Manuel Vargas       |     |
| 10    | MED   | Alcides De Los Ríos |     |
| 21    | DEL   | Yairo Yau           |     |
| 20    | DEL   | Valentín Pimentel   |     |
| 27    | DEL   | Edson Samms         | 54' |
| D. T. | D. T. | Juan Vita           |     |

| 30    | POR   | Orlando Mosquera  |     |
| 25    | DEF   | Jan Carlos Vargas |     |
| 2     | DEF   | Rigoberto Niño    |     |
| 3     | DEF   | Jorge Marsiglia   |     |
| 4     | DEF   | Carlos Gallego    |     |
| 23    | MED   | Justin Simons     | 76' |
| 6     | MED   | Rolando Botello   |     |
| 10    | MED   | Marcos Sánchez    |     |
| 7     | DEL   | Julián Zea        | 68' |
| 19    | DEL   | Jair Catuy        |     |
| 37    | DEL   | Irving Gudiño     | 65' |
| D. T. | D. T. | Saúl Maldonado    |     |

| 17 | MED | César Yanis     | 54' |
| 99 | DEL | Newton Williams | 62' |
| 18 | DEL | Sergio Murillo  | 78' |

| 27 | DEF | Iván Anderson  | 65' |
| 5  | DEF | Freddy Góndola | 68' |
| 33 | DEF | Jorge Clement  | 76' |

| 29' · 84' | Jorge Marsiglia Jorge Clement | 0:1 0:2 |

| 90+2' | Manuel Vargas |

| 45' | Justin Simons |

| Principal  | Oliver Vergara   |
| Asistentes | Ronald Bruña     |
|            | Gabriel Victoria |
| Cuarto     | John Pitti       |

| 12    | POR   | Jorginho Frías      |     |
| 3     | DEF   | Édgar Góndola       |     |
| 4     | DEF   | Óscar Linton        |     |
| 78    | DEF   | Ángel Ortega        |     |
| 6     | DEF   | Carlos Rodríguez    | 62' |
| 7     | MED   | Yair Jaén           | 78' |
| 8     | MED   | Manuel Vargas       |     |
| 10    | MED   | Alcides De Los Ríos |     |
| 21    | DEL   | Yairo Yau           |     |
| 20    | DEL   | Valentín Pimentel   |     |
| 27    | DEL   | Edson Samms         | 54' |
| D. T. | D. T. | Juan Vita           |     |

| 30    | POR   | Orlando Mosquera  |     |
| 25    | DEF   | Jan Carlos Vargas |     |
| 2     | DEF   | Rigoberto Niño    |     |
| 3     | DEF   | Jorge Marsiglia   |     |
| 4     | DEF   | Carlos Gallego    |     |
| 23    | MED   | Justin Simons     | 76' |
| 6     | MED   | Rolando Botello   |     |
| 10    | MED   | Marcos Sánchez    |     |
| 7     | DEL   | Julián Zea        | 68' |
| 19    | DEL   | Jair Catuy        |     |
| 37    | DEL   | Irving Gudiño     | 65' |
| D. T. | D. T. | Saúl Maldonado    |     |

| 17 | MED | César Yanis     | 54' |
| 99 | DEL | Newton Williams | 62' |
| 18 | DEL | Sergio Murillo  | 78' |

| 27 | DEF | Iván Anderson  | 65' |
| 5  | DEF | Freddy Góndola | 68' |
| 33 | DEF | Jorge Clement  | 76' |

| 29' · 84' | Jorge Marsiglia Jorge Clement | 0:1 0:2 |

| 90+2' | Manuel Vargas |

| 45' | Justin Simons |

| Principal  | Oliver Vergara   |
| Asistentes | Ronald Bruña     |
|            | Gabriel Victoria |
| Cuarto     | John Pitti       |

| 12    | POR   | Jorginho Frías      |     |
| 3     | DEF   | Édgar Góndola       |     |
| 4     | DEF   | Óscar Linton        |     |
| 78    | DEF   | Ángel Ortega        |     |
| 6     | DEF   | Carlos Rodríguez    | 62' |
| 7     | MED   | Yair Jaén           | 78' |
| 8     | MED   | Manuel Vargas       |     |
| 10    | MED   | Alcides De Los Ríos |     |
| 21    | DEL   | Yairo Yau           |     |
| 20    | DEL   | Valentín Pimentel   |     |
| 27    | DEL   | Edson Samms         | 54' |
| D. T. | D. T. | Juan Vita           |     |

| 30    | POR   | Orlando Mosquera  |     |
| 25    | DEF   | Jan Carlos Vargas |     |
| 2     | DEF   | Rigoberto Niño    |     |
| 3     | DEF   | Jorge Marsiglia   |     |
| 4     | DEF   | Carlos Gallego    |     |
| 23    | MED   | Justin Simons     | 76' |
| 6     | MED   | Rolando Botello   |     |
| 10    | MED   | Marcos Sánchez    |     |
| 7     | DEL   | Julián Zea        | 68' |
| 19    | DEL   | Jair Catuy        |     |
| 37    | DEL   | Irving Gudiño     | 65' |
| D. T. | D. T. | Saúl Maldonado    |     |

| 17 | MED | César Yanis     | 54' |
| 99 | DEL | Newton Williams | 62' |
| 18 | DEL | Sergio Murillo  | 78' |

| 27 | DEF | Iván Anderson  | 65' |
| 5  | DEF | Freddy Góndola | 68' |
| 33 | DEF | Jorge Clement  | 76' |

| 29' · 84' | Jorge Marsiglia Jorge Clement | 0:1 0:2 |

| 90+2' | Manuel Vargas |

| 45' | Justin Simons |

| Principal  | Oliver Vergara   |
| Asistentes | Ronald Bruña     |
|            | Gabriel Victoria |
| Cuarto     | John Pitti       |

| 12    | POR   | Jorginho Frías      |     |
| 3     | DEF   | Édgar Góndola       |     |
| 4     | DEF   | Óscar Linton        |     |
| 78    | DEF   | Ángel Ortega        |     |
| 6     | DEF   | Carlos Rodríguez    | 62' |
| 7     | MED   | Yair Jaén           | 78' |
| 8     | MED   | Manuel Vargas       |     |
| 10    | MED   | Alcides De Los Ríos |     |
| 21    | DEL   | Yairo Yau           |     |
| 20    | DEL   | Valentín Pimentel   |     |
| 27    | DEL   | Edson Samms         | 54' |
| D. T. | D. T. | Juan Vita           |     |

| 30    | POR   | Orlando Mosquera  |     |
| 25    | DEF   | Jan Carlos Vargas |     |
| 2     | DEF   | Rigoberto Niño    |     |
| 3     | DEF   | Jorge Marsiglia   |     |
| 4     | DEF   | Carlos Gallego    |     |
| 23    | MED   | Justin Simons     | 76' |
| 6     | MED   | Rolando Botello   |     |
| 10    | MED   | Marcos Sánchez    |     |
| 7     | DEL   | Julián Zea        | 68' |
| 19    | DEL   | Jair Catuy        |     |
| 37    | DEL   | Irving Gudiño     | 65' |
| D. T. | D. T. | Saúl Maldonado    |     |

| 17 | MED | César Yanis     | 54' |
| 99 | DEL | Newton Williams | 62' |
| 18 | DEL | Sergio Murillo  | 78' |

| 27 | DEF | Iván Anderson  | 65' |
| 5  | DEF | Freddy Góndola | 68' |
| 33 | DEF | Jorge Clement  | 76' |

| 29' · 84' | Jorge Marsiglia Jorge Clement | 0:1 0:2 |

| 90+2' | Manuel Vargas |

| 45' | Justin Simons |

| Principal  | Oliver Vergara   |
| Asistentes | Ronald Bruña     |
|            | Gabriel Victoria |
| Cuarto     | John Pitti       |

| Tauro FC Campeón 15.° título |

## Estadísticas

### Máximos goleadores
Lista con los máximos goleadores de la competencia.
| 1.º |                                               | Cristian Zúñiga        | San Francisco          | 7 |
| 1.º |                                               | Valentín Pimentel      | Costa del Este         | 7 |
| 2.º |                                               | Enrico Small           | Tauro                  | 6 |
| 2.º |                                               | Richard Peralta        | CD Universitario       | 6 |
| 2.º |                                               | Ernesto Sinclair       | Sporting San Miguelito | 6 |
| 2.º |                                               | Edson Samms            | Costa del Este         | 6 |
| 2.º |                                               | Miguel Saavedra        | Atlético Chiriquí      | 6 |
| 3.º |                                               | Abdel Aguilar          | San Francisco          | 5 |
| 3.º |                                               | José Fajardo           | CA Independiente       | 5 |
| 3.º |                                               | Ángel Sánchez          | CA Independiente       | 5 |
| 4.º |                                               | Joseph Cox             | Deportivo Árabe Unido  | 4 |
| 4.º |                                               | César Medina           | Alianza FC             | 4 |
| 4.º |                                               | Jonathan Ceceña        | CD Plaza Amador        | 4 |
| 4.º |                                               | Cristian Valencia      | Sporting San Miguelito | 4 |
| 5.º |                                               | Ervin Zorrilla         | San Francisco          | 3 |
| 5.º |                                               | Luis Pereira           | CD Universitario       | 3 |
| 5.º |                                               | Jorman Aguilar         | CA Independiente       | 3 |
| 5.º |                                               | Freddy Góndola         | Tauro                  | 3 |
| 5.º |                                               | Yair Rentería          | Sporting San Miguelito | 3 |
| 5.º |                                               | Rodolfo Ford           | Deportivo Árabe Unido  | 3 |
| 5.º |                                               | Rudy Yearwood          | Alianza FC             | 3 |
| 5.º |                                               | José Gómez             | Atlético Chiriquí      | 3 |
| 5.º |                                               | Juan Carlos Moreno     | CD Plaza Amador        | 3 |
| 6.º |                                               | Efrain Bristán         | Deportivo Árabe Unido  | 2 |
|     | Ronaldo Dinolis                               | CD Universitario       | 2                      |   |
|     | Amir Waithe                                   | CD Plaza Amador        | 2                      |   |
|     | Rubén Barrow                                  | CA Independiente       | 2                      |   |
|     | Alberto Quiñonez                              | Alianza FC             | 2                      |   |
|     | Victor Medina                                 | CD Universitario       | 2                      |   |
|     | Miguel Camargo                                | CD Universitario       | 2                      |   |
|     | Newton Williams                               | Costa del Este         | 2                      |   |
|     | Julián Zea                                    | Tauro                  | 2                      |   |
|     | Francisco Narbón                              | CD Plaza Amador        | 2                      |   |
|     | Julian Velarde                                | Deportivo Árabe Unido  | 2                      |   |
|     | Joel Suira                                    | Sporting San Miguelito | 2                      |   |
|     | Abdiel Abrego                                 | Alianza FC             | 2                      |   |
|     | César Yanis                                   | Costa del Este         | 2                      |   |
| 7.º |                                               | Alexis Corpas          | CA Independiente       | 1 |
| 7.º |                                               | Andrés Peñalba         | Deportivo Árabe Unido  | 1 |
| 7.º |                                               | Juan González          | CA Independiente       | 1 |
| 7.º |                                               | Gustavo Bolívar        | CA Independiente       | 1 |
| 7.º |                                               | Joseph Rosales         | CA Independiente       | 1 |
| 7.º |                                               | José González          | Deportivo Árabe Unido  | 1 |
| 7.º |                                               | Leslie Heráldez        | Deportivo Árabe Unido  | 1 |
| 7.º |                                               | Roberto Chen           | Deportivo Árabe Unido  | 1 |
| 7.º |                                               | John Mosquera          | CD Universitario       | 1 |
| 7.º |                                               | Leonel Triana          | CD Universitario       | 1 |
| 7.º |                                               | Jean Carlos Sánchez    | San Francisco          | 1 |
| 7.º |                                               | Misael Acosta          | San Francisco          | 1 |
| 7.º |                                               | Joel Thompson          | San Francisco          | 1 |
| 7.º |                                               | David Uribe            | San Francisco          | 1 |
| 7.º |                                               | Martín Gómez           | San Francisco          | 1 |
| 7.º |                                               | Jiovany Ramos          | San Francisco          | 1 |
| 7.º |                                               | Luis Cañate            | CD Plaza Amador        | 1 |
| 7.º |                                               | Marcos Allen           | CD Plaza Amador        | 1 |
| 7.º |                                               | Gabriel Ávila          | Atlético Chiriquí      | 1 |
| 7.º |                                               | Javier Rivera          | Atlético Chiriquí      | 1 |
| 7.º |                                               | Manuel Rodríguez       | Alianza FC             | 1 |
| 7.º |                                               | Pedro Sánchez          | Alianza FC             | 1 |
| 7.º |                                               | Santiago Rodríguez     | Alianza FC             | 1 |
| 7.º |                                               | Eduardo Anderson       | Alianza FC             | 1 |
| 7.º |                                               | Tomás Rodríguez        | Alianza FC             | 1 |
| 7.º |                                               | Roberto Barahona       | Sporting San Miguelito | 1 |
| 7.º |                                               | Yair Hurtado           | Sporting San Miguelito | 1 |
| 7.º |                                               | Justin Simons          | Tauro                  | 1 |
| 7.º |                                               | Jair Catuy             | Tauro                  | 1 |
| 7.º |                                               | Iván Anderson          | Tauro                  | 1 |
| 7.º |                                               | Sergio Murrillo        | Costa del Este         | 1 |
| 7.º |                                               | Yair Jaén              | Costa del Este         | 1 |
| 7.º |                                               | Carlos Rodríguez       | Costa del Este         | 1 |
| 7.º | Última actualización: 23 de noviembre de 2019 |                        |                        |   |

### Autogoles
| Omar Zarate                                | Alianza F.C. | Costa del Este F.C. | 1:1 | 64' | 18/08/2019 |
| Última actualización: 18 de agosto de 2019 |              |                     |     |     |            |

### Tripletes o póker
Lista de jugadores que anoten triplete en un partido.
| Abdel Aguilar                                 | San Francisco F.C. | Atlético Chiriquí | 0:4 | 48' 71' 75' | 7/9/2019  |
| Freddy Góndola                                | Tauro F.C.         | C.D. Árabe Unido  | 2:5 | 1' 36' 73'  | 22/9/2019 |
| Última actualización:22 de septiembre de 2019 |                    |                   |     |             |           |

### Récords
- Primer gol de la temporada: Alexis Corpas
Club Atlético Independiente vs. Atlético Chiriqui. (27 de julio de 2019)
- Último gol de la temporada:

- Gol más tempranero: 56 segundos, Freddy Góndola
Tauro F. C. vs. C. D. Árabe Unido. (22 de septiembre de 2019)

- Gol más tardío: 108 minutos, Newton Williams
Costa del Este F. C. vs. C. D. Plaza Amador.  (30 de noviembre de 2019)

- Mayor número de goles marcados en un partido: 7 goles, (2 - 5)
Tauro F. C. vs. C. D. Árabe Unido. (22 de septiembre de 2019)

- Partido con más penaltis a favor de un equipo:

- Mayor victoria local: 3 - 0
C. A. Independiente contra Sporting S. M. (21 de septiembre de 2019)
Costa del Este F. C. contra Tauro F. C. (5 de octubre de 2019)
San Francisco F. C. contra Atlético chiriquí (31 de octubre de 2019) 
C. D. Árabe Unido contra Atlético chiriquí (9 de noviembre de 2019)

- Mayor victoria visitante: 0 - 4
San Francisco F. C. contra Atlético Chiriqui (7 de septiembre de 2019)

## Premios

### Premios Individuales del Torneo
- Mejor Director Técnico:  Juan Vita
- Portero Menos Vencido:  Marcos Allen
- Jugador Revelación:  Jonathan Ceceña
- Mejor Jugador Reservas:  Jorginho Frías
- Mejor Jugador del Torneo o MVP:  Orlando Mosquera
- Goleador del Torneo:  Cristian Zúñiga
- Gol Estrella:  Richard Rodríguez (Sporting San Miguelito) - Jornada 16 vs Costa del Este FC
- Equipo Fair Play:  Costa del Este FC